# Delegación de las Fuerzas Armadas Nacionales

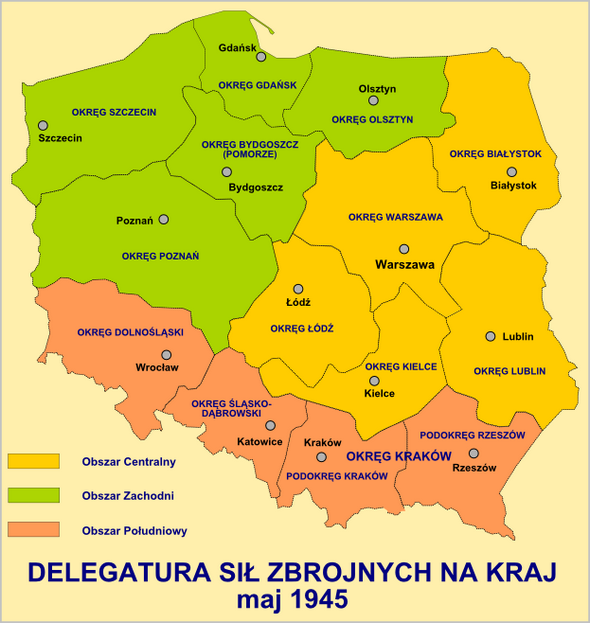
Distritos regionales de la Delegación en la Polonia de posguerra: central (amarillo), oeste (verde) y sur (naranja).

La Delegación de las Fuerzas Armadas Nacionales o de Polonia (en polaco: Delegatura Sił Zbrojnych na Kraj) fue una organización de resistencia anticomunista polaca formada el 7 de mayo de 1945 por el comandante en jefe de las Fuerzas Armadas de Polonia, el general Władysław Anders, como continuación de la NIE ("NO") organización subordinada a la Delegación del Gobierno en Polonia (en polaco: Delegatura Rządu Rzeczypospolitej Polskiej na Kraj) que a su vez era una agencia del Gobierno polaco en el exilio. Su propósito era oponerse a la ocupación soviética de Polonia. Fue disuelta el 8 de agosto de 1945.
La Delegación fue comandada por el Coronel Jan Rzepecki, quien seleccionó como su adjunto al Coronel Janusz Bokszczanin. Su estructura interna se basó en la del Ejército Nacional (en polaco: Armia Krajowa). Después de su disolución formal, se creó una nueva organización anticomunista: Libertad e Independencia (en polaco: Wolność i Niezawisłość, WiN).
La Delegación de las Fuerzas Armadas de Polonia se dividió en tres áreas:
- Central (bajo el mando del coronel Jan Mazurkiewicz), que cubre los distritos de Varsovia, Lublin, Kielce, Białystok y Łódź,
- Occidental (bajo el mando del coronel Jan Szczurek-Cergowski), que cubre los distritos de Bydgoszcz, Poznań, Gdansk, Szczecin y Olsztyn,
- Sur (al mando del coronel Antoni Sanojca), que abarca los distritos de Cracovia, Rzeszów, Katowice y Breslavia.